# Dana Barros
Pour les articles homonymes, voir Barros.
Dana Bruce Barros, né le 13 avril 1967 à Boston (Massachusetts), est un joueur professionnel américain de basket-ball de National Basketball Association. Avant la NBA, il joue au Boston College, terminant meilleur marqueur de l'histoire de l'équipe.

## Biographie
Ce meneur de jeu d'1,80 m joue au lycée Xaverian Brothers à Westwood, Massachusetts, puis rejoint la NCAA où il fait partie de l'équipe universitaire des Eagles de Boston College. Barros commence sa carrière professionnelle en 1989 quand il est choisi par les SuperSonics de Seattle au 16e rang de la draft 1989. Il est la plupart du temps remplaçant de Gary Payton considéré comme bien meilleur gestionnaire et passeur que lui, ce qui fait que Barros est décalé au poste d'arrière malgré sa petite taille.
Au début de la saison 1993-1994, les Sonics transfèrent Barros aux Hornets de Charlotte en échange de Kendall Gill. Deux jours plus tard, Charlotte transfère Barros, Sidney Green et leur choix de draft 1993, Greg Graham, aux 76ers de Philadelphie dans un échange avec le vétéran Hersey Hawkins.
À Philadelphie, Barros a plus de temps de jeu (31 minutes par match) avec les Sixers, qui sont à cette période une équipe médiocre de la Conférence Est. Cela lui permet d'améliorer sa moyenne de points, passant de 7,8 points à 13,3 points par match.
Sa seconde saison avec les Sixers (1994-1995) est très bonne : il termine avec les meilleures performances de sa carrière en termes de minutes par match (40,5), de pourcentage de réussite aux tirs (49,0 %), à 3-points (46,4 %), de points inscrits (20,6 points), de rebonds (3,3) et de passes décisives (7,5) alors qu'il joue les 82 rencontres de la saison régulière. Ses meilleures performances sur une rencontre sont : 50 points, 8 rebonds contre les Rockets de Houston en mars 1995 et 25 points, 10 rebonds, 15 passes décisives triple-double contre le Magic d'Orlando quelques semaines plus tard. Barros est sélectionné au NBA All-Star Game 1995 et est lauréat du trophée du NBA Most Improved Player. Il établit également un record NBA en inscrivant au moins un panier à trois points lors de 89 rencontres consécutives du 23 décembre 1994 jusqu'au 10 janvier 1996. Le record depuis a été battu en 2013 par Kyle Korver. Il participe à quatre reprises consécutives au Three-point Shootout lors des NBA All-Star Weekend de 1992 à 1996.
Cependant, son séjour à Philadelphie est court et ses performances lui permettent de devenir un agent libre courtisé à la fin de la saison 1995-1996. Il signe dans sa ville natale avec les Celtics de Boston, et bien qu'il ne connaît pas la même réussite qu'aux Sixers, il demeure cinq saisons à Boston où ses performances déclinent petit à petit, mais apporte un soutien en compagnie de David Wesley et Dee Brown et sert de mentor aux jeunes joueurs tels Antoine Walker et Paul Pierce.
Lors de l'intersaison 2000, Barros est transféré aux Mavericks de Dallas lors d'un échange concernant quatre équipes, dont le Jazz de l'Utah et les Warriors de Golden State. Au début de la saison 2000-2001, les Mavs envoient Barros aux Pistons de Détroit, où il joue 89 matchs durant deux saisons, avec des moyennes de 7,5 points par match jusqu'à ce qu'ils l'écartent en 2002.
Après cela, il ne joue plus durant presque deux ans, avant de rejoindre les Celtics à la fin de la saison 2003-2004, inscrivant six points lors d'une ultime rencontre. Il prend sa retraite avec des moyennes en carrière de 10,5 points, 1,9 rebond, 3,3 passes décisives et un pourcentage à 3-points de 41,1 %.
Il a créé le Dana Barros Sports Complex, un club socio-sportif, situé à Mansfield, Massachusetts. Il travaille aussi comme consultant pour la chaîne de télévision New England Sports Network.